# スカイ・ジョージア
スカイ・ジョージア（グルジア語: სქაი ჯორჯია, 英語: Sky Georgia）は、かつて存在したジョージアの航空会社。ヨーロッパに定期便の航空路を持つとともにチャーター便の運航もしていた。
ジョージアのトビリシ国際空港をハブ空港としていた。

## 歴史

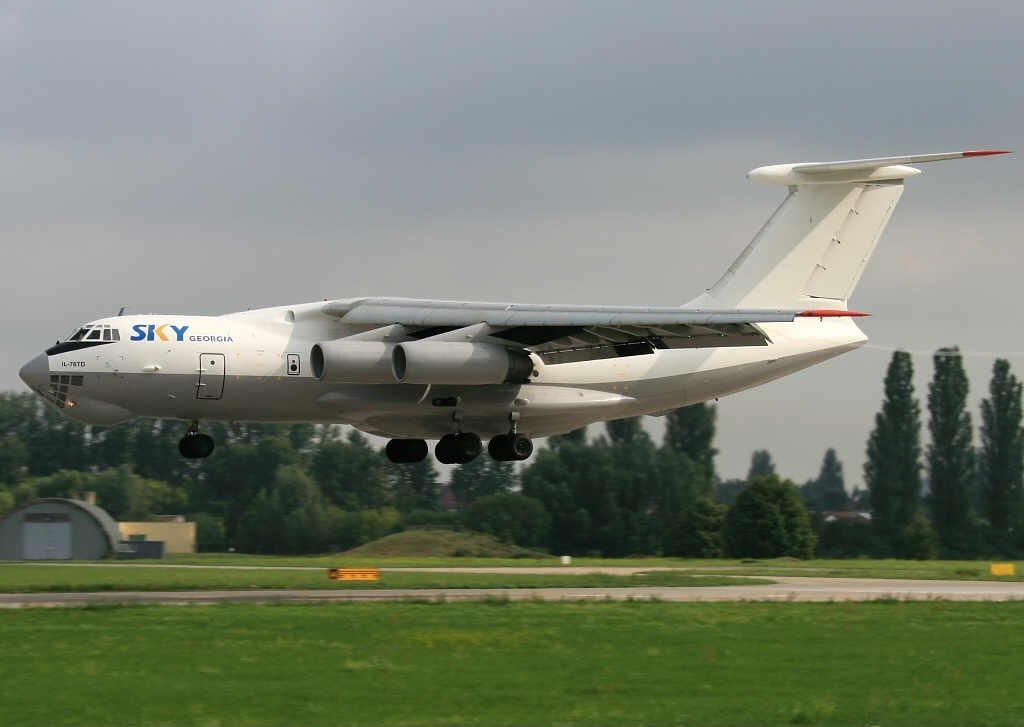
イリューシン Il-76

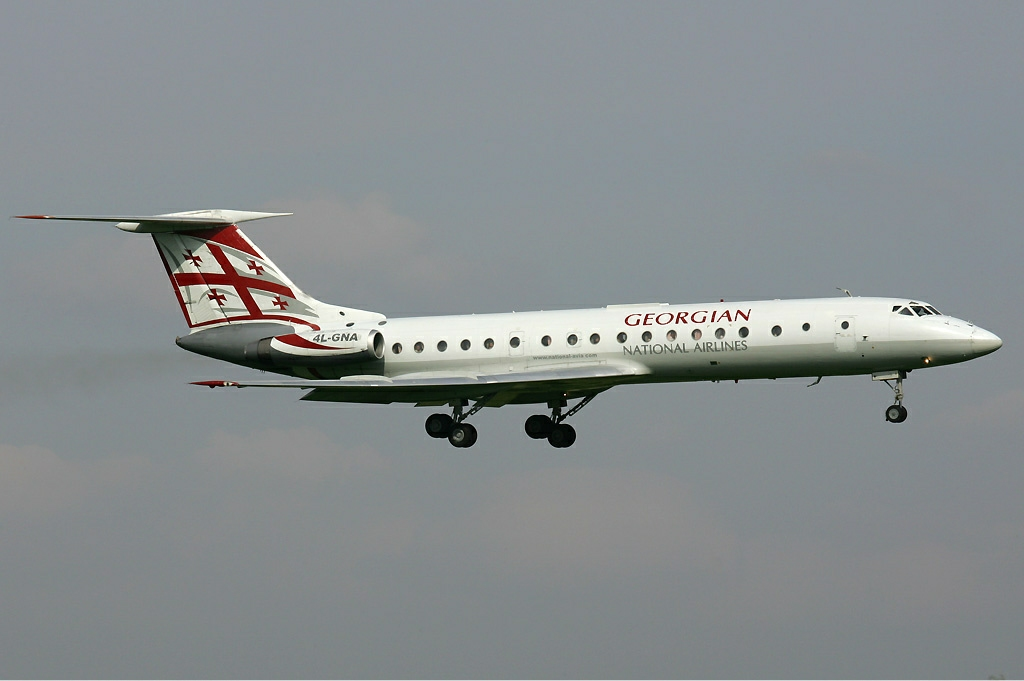
ツポレフ Tu-134

1998年にエアル・ビセク（Air Bisec）の名称で設立され、2004年にジョージア国立航空（Georgian National Airlines）へ改称した。2006年にボンバルディアCRJ200機が導入された際には乗務員の訓練が間に合わなかったため2ヶ月間航路に入れず、2008年にはこのボンバルディア機を返上して代わりにDC-9機をリースして運航にあたっていた。同年にSky Georgiaのブランド名を導入するが、8月に勃発した南オセチア紛争の影響でロシアから乗り入れ禁止を通告される。
2011年に経営破綻。

## 就航都市
アジア
- カザフスタン
  - アルマティ
- ジョージア
  - バトゥミ
  - クタイシ
  - トビリシ

ヨーロッパ
- ロシア
  - モスクワ
  - サンクトペテルブルク
- ウクライナ
  - ドニプロペトロウシク
  - キエフ
  - オデッサ

## 保有機材
- ダグラス DC-9 1機